# Мері Елізабет Барбер
Мері Елізабет Бавкер, у шлюбі Барбер (англ. Mary Elizabeth Barber; 5 січня 1818, Саут-Ньютон, Вілтшир — 4 вересня 1899, Пітермаріцбург, Південна Африка) — англійська ботанік, ентомолог і орнітолог. Не маючи спеціальної освіти, зробила значний внесок у вивчення флори і фауни Південної Африки.

## Життєпис
Народилася в Саут-Ньютоні (Вілтшир) 1818 року дев'ятою дитиною (і першою донькою) в родині Майлза Бавкера, фермера і скотаря, та Анни-Марії. 1820 року, незабаром після народження Мері, її сім'я приєдналася до числа британських поселенців у Капській колонії (Південна Африка), оскільки уряд пообіцяв виділити кожному осілому, старшому від 18 років, по сто акрів землі. Бавкери оселилися в Олбані, поблизу Грейамстауна. Незабаром батько заснував там фермерську школу для власних дітей і дітей робочих ферми. У школі, серед інших предметів, викладалася історія природи; крім того, діти вивчали місцеву природу, ведучи спостереження за рослинами і тваринами. Головним учителем Мері став її старший брат Джон, під чиїм керівництвом вона вивчала місцеві мінерали і копалини. Кілька її братів стали натуралістами і колекціонерами археологічних артефактів.
Інтерес Мері Бавкер до природничих наук особливо зріс, коли вона прочитала книгу «Види південноафриканських рослин» Вільяма Генрі Гарві — першу значну працю в галузі ботаніки, видану в Південній Африці. У ній автор просив читачів надсилати йому зразки рослин, знайдених у їхній місцевості, щоб він міг написати повноцінний огляд флори Капського півострова. Бавкер вступила з науковцем у листування, посилаючи йому насіння і зразки рослин, що той згодом відзначив у своїй Flora Capensis. Їхнє листування тривало майже 30 рокуів, і за цей час Бавкер надіслала близько тисячі зразків із супровідними нотатками. На її честь і на честь її брата Джеймса Гарві назвав деякі роди і види описаних ним рослин.
1842 року Мері Бавкер вступила в шлюб із Фредеріком Вільямом Барбером, фермером з хімічною освітою. Це був період постійних конфліктів між британськими поселенцями і місцевим населенням, і чоловік часто відлучався, беручи участь у боях. Мері Барбер, залишаючись сама з малими дітьми, продовжувала займатися ботанікою, а також захопилася спостереженням за птахами. Пізніше, під впливом брата Джеймса, вона почала цікавитися ентомологією, зокрема, африканськими метеликами. 1863 року вона познайомилася з ентомологом Роландом Трайменом , який тоді працював у Південній Африці і збирав матеріал для книги про місцевих метеликів, за участю її чоловіка. Бавкер приєдналася до роботи як ілюстраторка і протягом кількох років створювала замальовки метеликів, гусениць і лялечок, частину яких згодом використано як ілюстрації до праці «Південноафриканські метелики», опублікованої в Лондоні 1887 року за подвійним авторством Трайм і Бавкер.
Продовжуючи вивчати місцеві рослини, Мері Барбер не раз надсилала зразки в Ботанічні сади К'ю. 1885 року вона почала співпрацю з Джозефом Гукером, яка тривала протягом наступних 30 років. Завдяки Гукеру про наукові досягнення Мері Барбер стало відомо в Британії. 1866 року Гукер опублікував у Curtis's Botanical Magazine створену нею замальовку рослини Brachystelma barberiae, названу Гарві на її честь. Гукер також ознайомив з її роботами Чарлза Дарвіна, який порекомендував до публікації її роботу про запилення бджолами-теслями вічнозеленої рослини Duvernoia adhatodoides і, пізніше, її спостереження про варіативність забарвлення гусениць і лялечок метелика Papilio nireus. Роботу Мері Барбер про рід Aloe опубліковано в журналі Королівського садівничого товариства. Останньою її роботою стала опублікована посмертно стаття про стапелії: вона особливо цікавилася цим родом сукулентів і відкрила два нови види роду (Stapelia glabricaulis і Stapelia jucunda).
Виявлення 1867 року алмазів у долині річок Вааль і Оранжевої привабило в цю область безліч людей, зокрема й чоловіка Барбер. Мері з синами приєднались до нього. У цій місцевості вона зацікавилась геологією та археологією і почала збирати скам'янілості й доісторичні артефакти (скребки, наконечники списів), які потім передала в Південноафриканський музей. Вона написала серію статей про умови життя і побут видобувачів алмазів. 1872 року засновано Південноафриканське філософське товариство, і Мері Барбер отримала запрошення стати його членкинею. Згодом у виданнях товариства опубліковано дві її роботи.
1879 року алмазна ділянка Барбера повністю виробилась, і він, щоб змінити обстановку, вирушив у Англію. Мері залишалася в Кімберлі ще два роки, а потім продала власність. Протягом наступних років вона жила взимку з братом Джеймсом у Дурбані, а літо проводила з синами, які стали успішними золотошукачами. 1882 року Мері Барбер обрана член-кореспонденткою Віденського орнітологічного товариства. 1889 року вона з синами возз'єдналася з чоловіком в Англії, і деякий час родила подорожувала Європою, після чого повернулися в Південну Африку. Чоловік помер 1891 року. 
Мері Барбер померла в будинку дочки в Пітермаріцбурзі 4 вересня 1899 року.
На честь Мері Барбер названо рід рослин Barberetta. Зібрані нею зразки рослин зберігаються в музеї Грейамстауна, в Трініті Коледжі в Дубліні і в колекції Ботанічних садів у К'ю.